# (3939) Huruhata
(3939) Huruhata es un asteroide perteneciente al cinturón de asteroides, descubierto el 7 de abril de 1953 por Karl Wilhelm Reinmuth desde el Observatorio de Heidelberg-Königstuhl, Alemania.

## Designación y nombre
Designado provisionalmente como 1953 GO. Fue nombrado Huruhata en honor al  astrónomo japonés Masaaki Huruhata.